# Jania ucrainica
Jania ucrainica Maslov, 1962 é o nome botânico de uma espécie de algas vermelhas marinhas pluricelulares do gênero Jania.

## Sinonímia
Não apresenta sinônimos.